# Association sportive française
 (décembre 2016).
Si vous disposez d'ouvrages ou d'articles de référence ou si vous connaissez des sites web de qualité traitant du thème abordé ici, merci de compléter l'article en donnant les références utiles à sa vérifiabilité et en les liant à la section « Notes et références ».
Maillots
L'Association sportive française, abrégée en AS française, est un club de football français fondé en 1896 et basé à Paris puis au Perreux-sur-Marne.
Ses meilleures années derrière lui, le club, fondé à Paris, déménage au Perreux-sur-Marne en banlieue parisienne dans les années 1940 et prend le nom d'Association sportive française Le Perreux. Dans les années 1980, le club, qui évolue anonymement dans les championnats amateurs, prend le nom d'Association sportive francilienne Le Perreux 94.

## Histoire
Le club est fondé en 1896 sous le nom Association sportive française.[réf. nécessaire] C'est l'un des neuf clubs fondateurs de la seconde division du championnat de Paris USFSA en 1896-1897. Les rouges et bleus terminent troisièmes de ce championnat derrière les équipes réserves du Club français et du Standard A.C.. Les Français décrochent finalement le titre de champion de Paris USFSA en 1912 puis 1914. En 1912, l'ASF atteint la finale du championnat national mais s'incline 2-1 après prolongation face au Stade raphaëlois.
Gabriel Hanot évolua à l'ASF de 1916 à 1919. Paul Baron fut également un Français jusqu'en 1920.[réf. nécessaire]
L'ASF fut stoppée en demi-finale de la première édition de la Coupe de France par le FC Lyon (1-0). L'ASF fut également quart de finaliste en 1919 et huitième de finaliste en 1921 et 1923. À cette période, le club évolue au Stade Élisabeth, près de la porte d'Orléans.[réf. nécessaire]
Basé à Paris depuis sa fondation, le club migre au Perreux pendant la Seconde Guerre mondiale puis remplace le terme « française » par « francilienne » à la fin des années 1980.[réf. nécessaire]
Le club jouait en 1917 avec un maillot mi-bleu mi-rouge.

Photographies de l'AS française
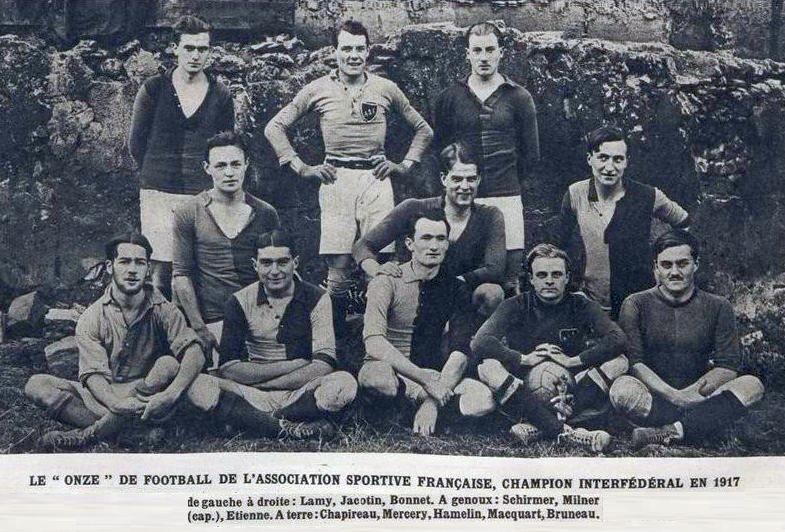
L'équipe championne interfédérale en 1917
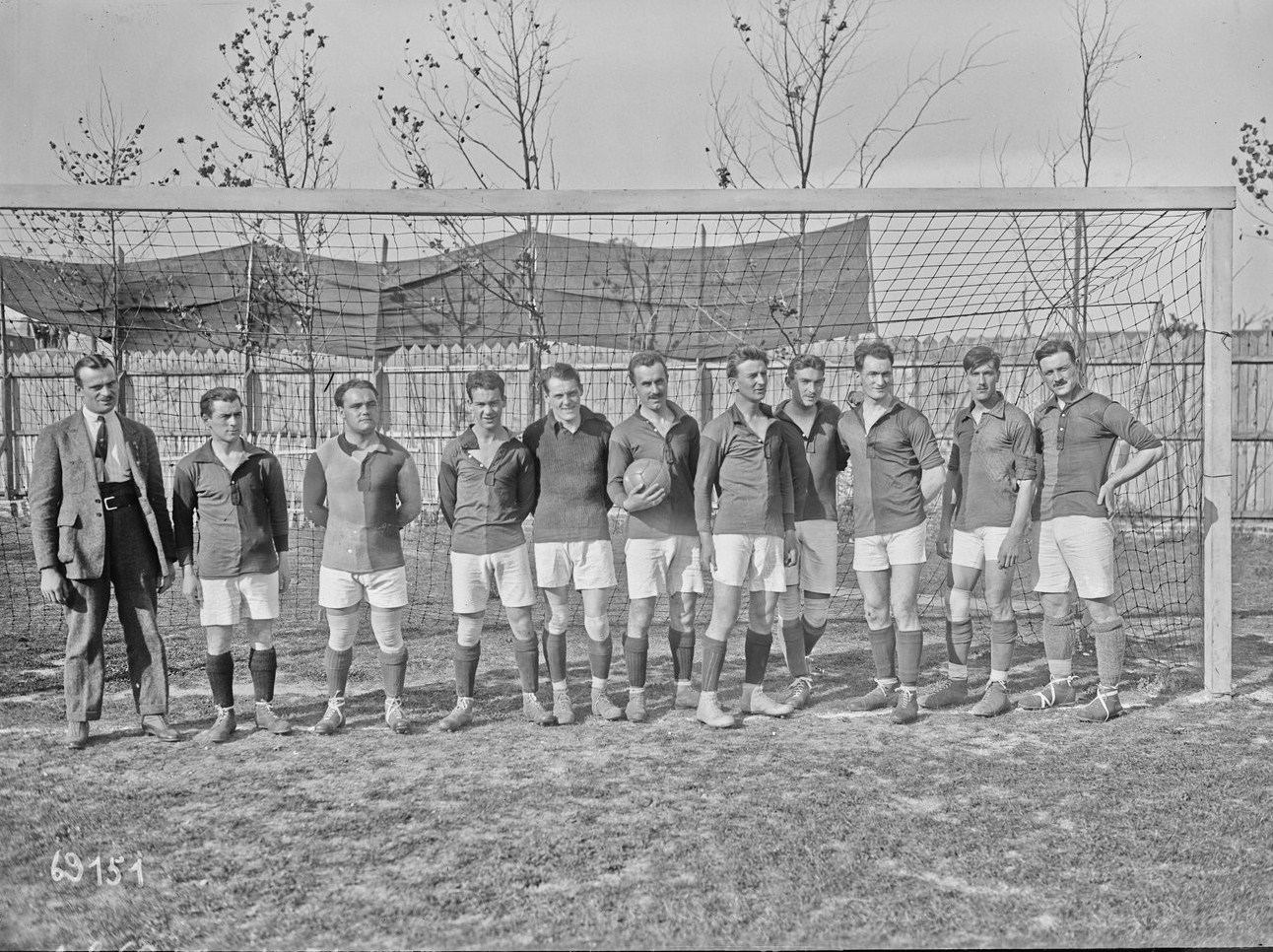
L'AS française le 2 octobre 1921
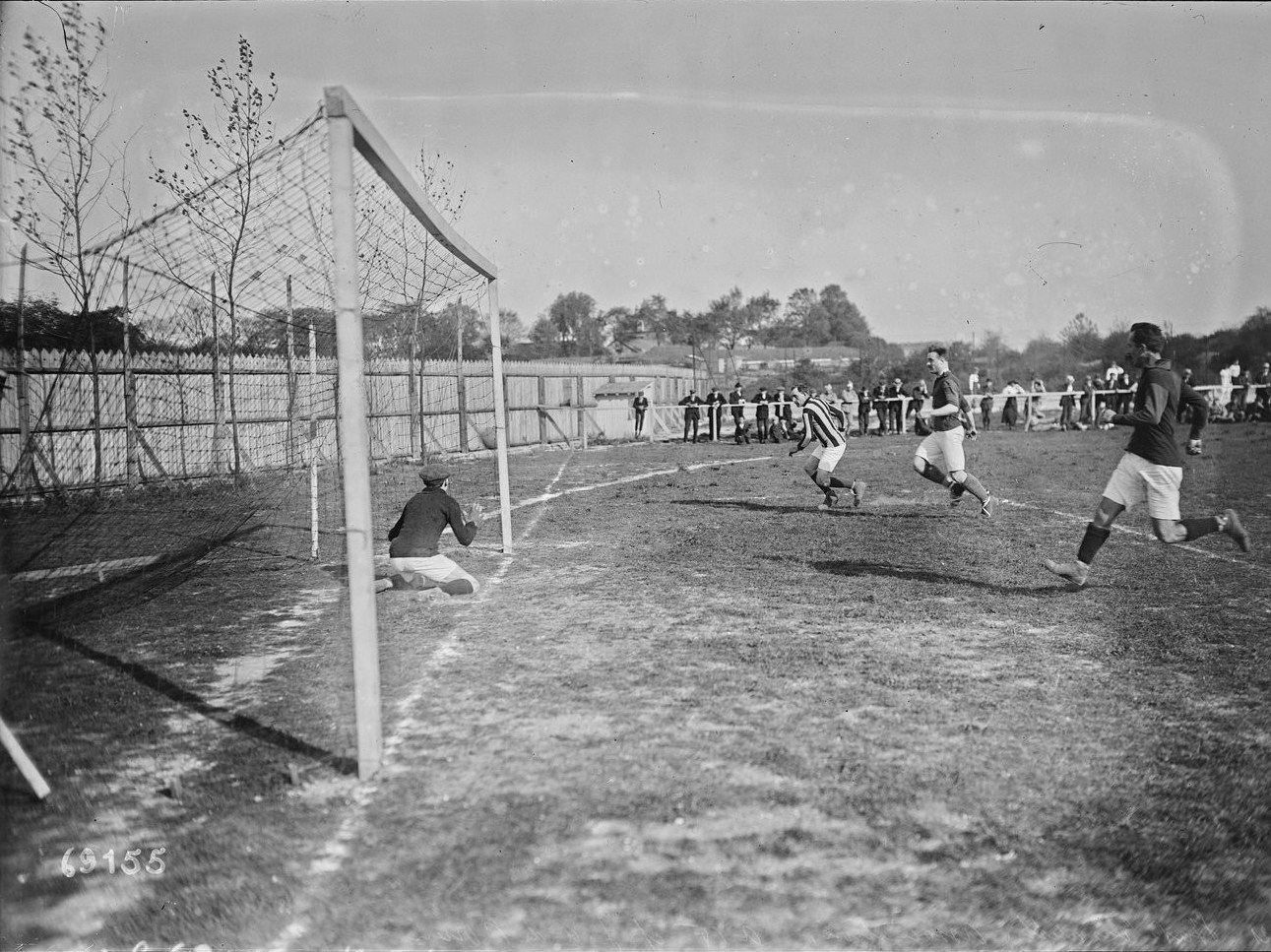
Match AS française contre JA Saint-Ouen le 2 octobre 1921.
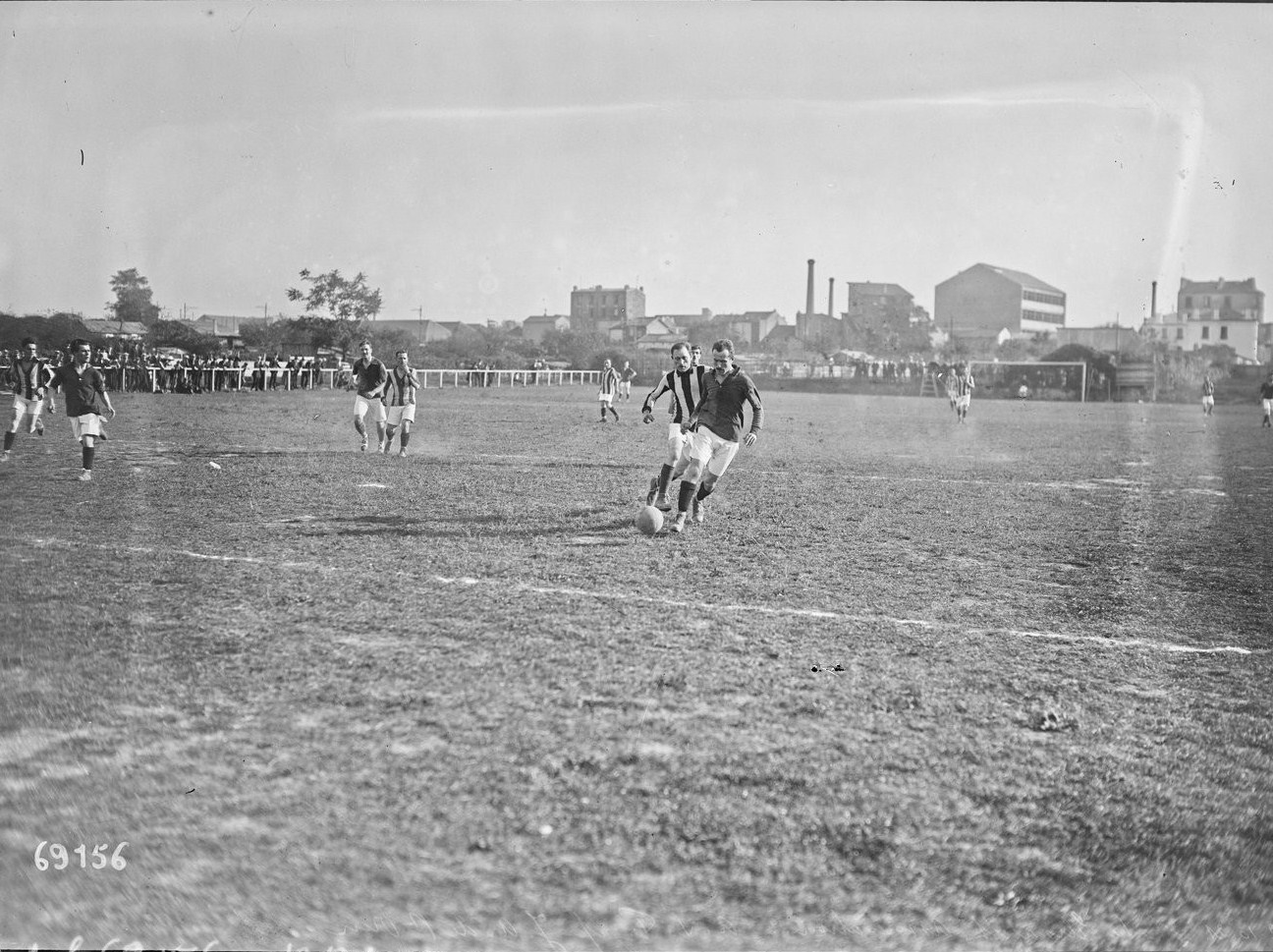
Match AS française contre JA Saint-Ouen le 2 octobre 1921.

## Palmarès
- Championnat de France USFSA : 
  - Finaliste (1) : 1912

- Championnat de Paris USFSA : 
  - Champion (2) : 1912, 1914

- Championnat de DH Paris : 
  - Champion (1) : 1946

- Coupe Manier : 
  - Vainqueur (1) : 1908

- Coupe interfédérale :
  - Vainqueur (1) : 1917[2]

### Bilan saison par saison
| Saison                                       | Championnat                  | Div. | Clas.  | Pts | J | V | N | D | Bp | Bc | Diff | Coupe Dewar     |
| -------------------------------------------- | ---------------------------- | ---- | ------ | --- | - | - | - | - | -- | -- | ---- | --------------- |
| 1900-1901                                    | 2e série (Paris)             | 2    |        |     |   |   |   |   |    |    |      | non participant |
| 1901-1902                                    | 2e série (Paris)             | 2    |        |     |   |   |   |   |    |    |      | non participant |
| 1902-1903                                    | 2e série, groupe Est (Paris) | 2    |        |     |   |   |   |   |    |    |      | non participant |
| 1903-1904                                    | 1re série (Paris)            | 1    |        |     |   |   |   |   |    |    |      | non participant |
| 1904-1905                                    | 1re série (Paris)            | 1    | ? / 12 |     |   |   |   |   |    |    |      | Quart de finale |
| 1905-1906                                    | 1re série (Paris)            | 1    | ? / 12 |     |   |   |   |   |    |    |      | Premier tour    |
| 1906-1907                                    | 1re série (Paris)            | 1    | ? / 10 |     |   |   |   |   |    |    |      | Deuxième tour   |
| 1907-1908                                    | 1re série (Paris)            | 1    | ? / 10 |     |   |   |   |   |    |    |      | Finale          |
| 1908-1909                                    | 1re série (Paris)            | 1    | ? / 10 |     |   |   |   |   |    |    |      | ?               |
| 1909-1910                                    | 1re série (Paris)            | 1    | ? / 10 |     |   |   |   |   |    |    |      | non participant |
| 1910-1911                                    | 1re série (Paris)            | 1    | 5 / 8  |     |   |   |   |   |    |    |      | Deuxième tour   |
| 1911-1912                                    | 1re série (Paris)            | 1    | 1 / 12 |     |   |   |   |   |    |    |      | non participant |
| 1911-1912                                    | Barrage pour le titre        | –    | 1 / 2  |     |   |   |   |   |    |    |      | non participant |
| 1911-1912                                    | Championnat de France        | –    | Finale | –   | 4 | 3 | 0 | 1 | 12 | 5  | +7   | non participant |
| 1912-1913                                    | 1re série (Paris)            | 1    | 1 / 12 |     |   |   |   |   |    |    |      | non participant |
| 1912-1913                                    | Barrage pour le titre        | –    | 2 / 2  |     |   |   |   |   |    |    |      | non participant |
| 1913-1914                                    | 1re série (Paris)            | 1    | 1 / 12 |     |   |   |   |   |    |    |      | Premier tour    |
| 1913-1914                                    | Championnat de France        | –    | Quart  | –   | 1 | 0 | 0 | 1 | 0  | 1  | -1   | Premier tour    |
| 1914-1915                                    |                              | –    | ? /    |     |   |   |   |   |    |    |      | Finale          |
| 1915-1916                                    | ?                            |      |        |     |   |   |   |   |    |    |      |                 |
| 1916-1917                                    | ?                            |      |        |     |   |   |   |   |    |    |      | Coupe de France |
| 1917-1918                                    | ?                            |      |        |     |   |   |   |   |    |    |      | Demi-finale     |
| 1918-1919                                    | ?                            |      |        |     |   |   |   |   |    |    |      | Quart de finale |
| Fédération française de football association |                              |      |        |     |   |   |   |   |    |    |      |                 |
| 1919-1920                                    | 1er série, groupe A (Paris)  | 1    |        |     |   |   |   |   |    |    |      | 16e de finale   |

## Les entraîneurs
- Pierre Lechantre (1992-1995)